# Król jazzu
Król jazzu (ang. King of Jazz) – amerykański film z 1930 roku, zrealizowany w erze Pre-Code.

## Obsada
- Paul Whiteman
- John Boles
- Laura La Plante
- Jeanette Loff
- Glenn Tryon
- Slim Summerville
- The Rhythm Boys

## Nagrody
| Nazwa nagrody | Wygrane                                 | Nominacje    |
| ------------- | --------------------------------------- | ------------ |
| Oscar         | 1930 Najlepsza scenografia Herman Rosse | 1930 wygrana |